# 1543 az irodalomban
Az 1543. év az irodalomban.

## Események
- "Kopernikuszi fordulat" a tudomány történetében. Kopernikusz Nürnbergben publikálja a De Revolutionibus Orbium Coelestium (Az égi pályák körforgásáról) című könyvét, melyben matematikailag leírja a heliocentrikus világképet.

## Új művek

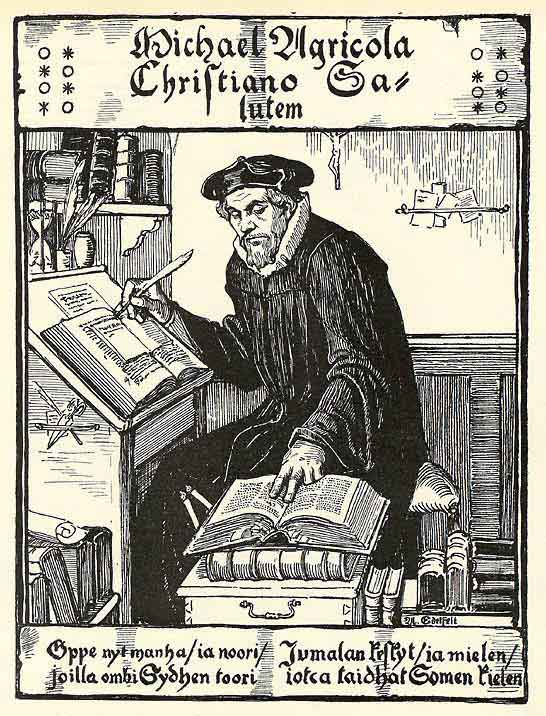
Mikael Agricola

- Mikołaj Rej lengyel író: Krótka rozprawa między trzema osobami, Panem, Wójtem, a Plebanem… (Rövid beszélgetés három személy: az úr, a bíró és a plébános között).[1] Ambroży Korczbok Rożek álnév alatt jelent meg.
- Megjelenik az első finn nyelvű könyv: Abc-kiria (Ábécés könyv), Mikael Agricola munkája.

## Születések
- október 23. – Juan de la Cueva spanyol költő, drámaíró († 1612)
- 1543 – Louis Bellaud provence-i okcitán nyelvű költő, író († 1588)

## Halálozások
- június 27. – Agnolo Firenzuola olasz író, költő (* 1493)